# Sewastopol-Zyklus

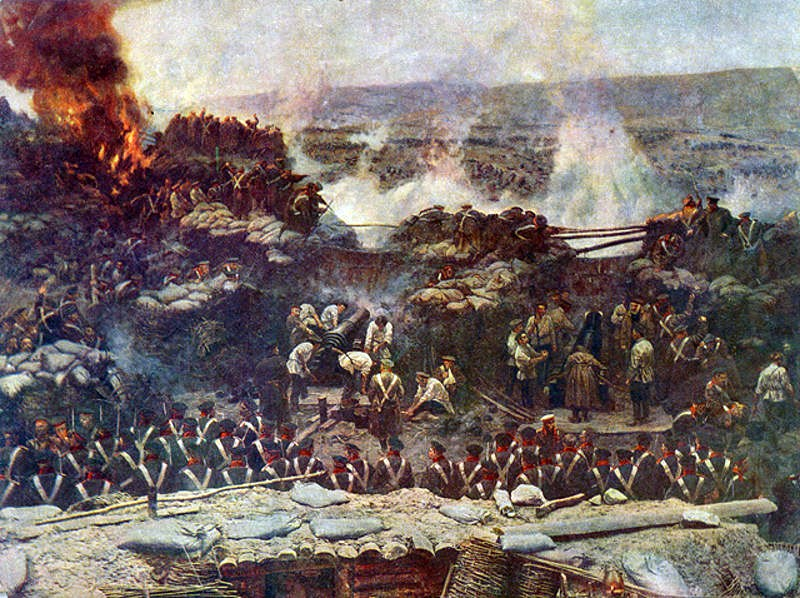
Franz Roubaud, Die Belagerung Sewastopols – Detail, 1904

Im sogenannten Sewastopol-Zyklus, oder richtiger den Sevastopoler Erzählungen (russisch Севастопольские рассказы, wissensch. Transliteration: Sevastopol'skie rasskazy), publizierte Lew Nikolajewitsch Tolstoi 1855 und 1856 drei narrative Berichte über seine zunächst enthusiastische Teilnahme am Krimkrieg.
Sewastopol im Dezember 1854, Sewastopol im Mai 1855  und Sewastopol im August 1855 wurden in der von Alexander Puschkin mitgegründeten Zeitschrift Sowremennik (Der Zeitgenosse) veröffentlicht. Tolstoi konfrontierte in ihnen auf drastische Weise die patriotischen Ideale der Verteidiger der Stadt mit der grausamen Realität des Kriegs.
In diesem Erzählzyklus wendet sich Tolstoi stets direkt an den Leser und spricht ihn an, so dass beim Leser der Eindruck entsteht, als würde er mit Tolstoi einen "Spaziergang" durch die stark umkämpfte Stadt machen. Im ersten Teil, Sewastopol im Dezember 1854, etwa trifft der Leser gerade in der Stadt ein, begleitet von Tolstoi, sucht daraufhin die ehemalige Adelsversammlung auf, welche zu einem provisorischen Lazarett umfunktioniert wurde. Dort führt der Leser Gespräche mit Verwundeten, erfährt am eigenen Leib das Leid und die Qualen des Krieges und wohnt Amputationen bei. Sodann besucht er zusammen mit Tolstoi ein Wirtshaus, in welchem Offiziere und Soldaten zu Mittag speisen, und hört fantastische Geschichten über die vierte Bastion, welche im Leser das Bedürfnis wecken, diese Bastion selbst aufzusuchen. Tolstoi führt ihn daraufhin zu den Stellungen und der vierten Bastion, an welcher der Leser – im Gespräch mit dem dort kommandierenden Offizier und nur wenige Meter von den Stellungen des Feindes entfernt – in einen Geschützhagel von Kanonen und Mörsern gerät. Überzeugt von der Uneinnehmbarkeit der Stadt ob der Liebe der Soldaten zum Vaterland und deren unbrechbarem Kampfeswillen, verlässt der Leser die Stellungen und kehrt in die Stadt zurück.
Die Sevastopol-Trilogie bildete einen Wendepunkt in der russischen Kriegserzählung, denn Tolstoi wandte in ihnen zum ersten Mal eine neue und für die damalige Zeit ungewöhnliche Art des Berichtens über den Krieg an: profunde Kenntnisse auf militärischem Gebiet, kombiniert mit einer schonungslosen Darstellung des Geschehens selbst. Man darf somit die Behauptung aufstellen, dass Tolstoi der erste russische Kriegsberichterstatter war. Was alle drei Erzählungen miteinander verbindet, ist aber nicht nur ihre Thematik, sondern vor allem der Wille par force zur Wiedergabe der Wahrheit, weshalb es nicht umsonst in den letzten Worten des dritten Teils Sevastopol im Mai 1855 heißt: „Der Held meiner Erzählung, den ich mit allen Kräften meiner Seele liebe […], ist die Wahrheit.“ Doch wäre Tolstoi nicht er selbst, würde er nicht auch in den Sevastopoler Erzählungen große Aufmerksamkeit auf Detailschilderungen und psychologisch-realistische Darstellungen von menschlichen Gefühlen im Einzelnen legen.
In der letzten Erzählung des Sewastopol-Zyklus, Sewastopol im August 1855, manifestiert sich Tolstois Wandlung zum Kriegskritiker besonders deutlich. Nachdem der Schriftsteller um seine Versetzung gebeten hatte, kehrte er 1856 als Kurier von Sewastopol nach Sankt Petersburg zurück. Die Sevastopoler Erzählungen bilden zusammen mit Erzählungen wie Der Überfall (Nabeg, 1852), Holzschlag (Rubka lessa, 1855) und dem Roman Die Kosaken (Kazaki, 1863) einen einheitlichen Themenkreis, in welchem Tolstoi die Eindrücke seines militärischen Lebens verarbeitet.

## Auszüge ausSewastopol im Dezember
"Die seltsame Vermischung des städtischen Treibens mit dem Lagerleben, der hübschen Stadt mit dem Biwak ist nicht nur unschön, sondern dünkt Sie eine abstoßende Unordnung; es will Ihnen sogar scheinen, als seien alle sehr verschüchtert, eilten kopflos hin und her und wüssten nicht, was tun. Doch sehen Sie sich die Gesichter dieser Menschen, die sich da um Sie herum bewegen, näher an, dann werden Sie zu einer völlig anderen Auffassung kommen."
"Sie betreten den großen Saal der Adelsversammlung. Eben erst haben Sie die Tür geöffnet, und schon machen der Anblick und der Geruch von vierzig oder fünfzig amputierten und schwerverwundeten Kranken, die in ihrer Minderzahl in Betten, größtenteils jedoch auf dem Fußboden liegen, Sie betroffen. Folgen Sie nicht jener Gefühlsregung, die Ihren Fuß auf der Schwelle des Saales stocken lässt – es ist eine schlechte Regung –, gehen Sie getrost weiter […]"
"Erschreckende, die Seele erschütternde Bilder werden Sie hier zu Gesicht bekommen, den Krieg nicht in seiner wohlgeordneten, schönen und glänzenden Form, mit Musik und Trommelwirbel, mit wehenden Bannern und stolz zu Pferde sitzenden Generälen sehen, sondern in seiner wirklichen Gestalt – in Blut, Qualen und Tod…"
"Gerade haben Sie sich ein Stückchen hinaufgearbeitet, da beginnen rechts und links von Ihnen Gewehrkugeln vorüberzuschwirren, und Sie überlegen vielleicht, ob Sie nicht besser daran täten, durch den Laufgraben zu gehen, der parallel zum Weg verläuft; doch der Laufgraben ist kniehoch mit gelbem, flüssigem Schmutz gefüllt, der noch dazu derart stinkt, dass Sie ganz sicher den über den Berg führenden Weg wählen werden,[…]"
"Bei diesen Geräuschen empfinden Sie ein seltsames Gefühl von Genuss und zugleich Furcht. In jenem Augenblick, da das Geschoss, wie Sie wohl wissen, auf Sie zufliegt, geht Ihnen ganz gewiss der Gedanke durch den Kopf, dass es Sie töten wird; doch ein Gefühl des Stolzes hält Sie aufrecht, und niemand bemerkt das Messer, das Ihnen ins Herz schneidet. Ist das Geschoss dann aber vorübergeflogen, ohne Sie verletzt zu haben, dann leben Sie auf, und eine tröstliche, unbeschreiblich angenehme Empfindung ergreift, wenn auch nur für einen Moment, von Ihnen Besitz, so dass Sie in der Gefahr, in diesem Spiel mit Leben und Tod einen besonderen Reiz finden;"
"Da hätten Sie also die Verteidiger Sewastopols unmittelbar am Ort der Verteidigung gesehen und machen sich nun auf den Rückweg. […]- Sie kehren ruhig und gehobenen Mutes zurück. Die wichtigste und erfreulichste Überzeugung, die Sie gewonnen haben, ist die, dass es unmöglich ist, Sewastopol einzunehmen, wie es auch unmöglich ist, die Kraft des russischen Volkes, wo auch immer, zu erschüttern. Und nicht die Vielzahl der Traversen […] hat sie zu dieser Überzeugung kommen lassen, sondern der Ausdruck in den Augen jener Matrosen, ihre Reden und ihr Verhalten, all das, was man den Geist der Verteidiger Sewastopols nennt."

## Deutschsprachige Ausgaben
- Sewastopol im Dezember 1854, Sewastopol im Mai 1855, Sewastopol im August 1855. Auf Grund der Übersetzung von Hermann Röhl. S. 136–294 in: Gisela Drohla (Hrsg.): Leo N. Tolstoj. Sämtliche Erzählungen. Erster Band. Insel, Frankfurt am Main 1961 (2. Aufl. der Ausgabe in acht Bänden 1982)